# Feshi
Feshi est une localité, chef-lieu du territoire de Feshi de la province du Kwango en république démocratique du Congo.

## Géographie
La localité est située sur la route provinciale 228 à 314 km au sud-est du chef-lieu provincial Kenge.

## Administration
Chef-lieu de territoire de 8 157 électeurs enrôlés pour les élections de 2018, la localité a le statut de commune rurale de moins de 80 000 électeurs, elle aura 7 conseillers municipaux.

## Société
La localité est le siège de la paroisse catholique, Sainte-Thérèse de l'Enfant-Jésus fondée en 1953, elle dépend de la doyenné de Feshi du diocèse de Kikwit.

## Population
Le recensement de la population date de 1984,.
| 1984 | 2004  | 2012  |
| ---- | ----- | ----- |
| -    | 6 571 | 7 904 |